# 飛行群 (第7航空団)
第7航空団飛行群（だい7こうくうだんひこうぐん）は、百里基地に所在する第7航空団隷下の部隊である。

## 部隊編成
- 群本部
- 第3飛行隊

## 主要幹部
| 官職名              | 階級    | 氏名     | 補職発令日     | 前職                    |
| ------------------- | ------- | -------- | -------------- | ----------------------- |
| 第7航空団飛行群司令 | 1等空佐 | 岡田雄志 | 2015年03月06日 | 第6航空団基地業務群司令 |

| 代 | 氏名       | 在職期間                        | 前職                                         | 後職                             |
| -- | ---------- | ------------------------------- | -------------------------------------------- | -------------------------------- |
|    | 中村秀夫   | 1964年12月28日 - 1966年07月15日 | 第7航空団勤務                                | 第82航空隊司令 兼 岩国基地司令   |
|    | 諸隈操     | 0000年00月00日 - 1968年07月15日 |                                              | 第1航空団飛行群司令              |
|    | 神吉弥彦   | 1968年07月16日 - 1970年07月15日 | 航空自衛隊幹部学校付                         | 実験航空隊飛行実験群司令         |
|    | 山下兼之   | 0000年00月00日 - 1973年02月15日 |                                              | 航空自衛隊幹部学校学校教官       |
|    | 池徳       | 1973年02月16日 - 1975年02月16日 | 統合幕僚学校学校教官                         | 北部航空方面隊司令部防衛部長     |
|    | 副島嘉豊   | 0000年00月00日 - 1976年08月01日 |                                              | 航空幕僚監部人事教育部付         |
|    | 柳田淳     | 1976年08月02日 - 1977年07月31日 | 航空幕僚監部人事教育部付                     | 北部航空方面隊司令部防衛部長     |
|    | 高村邦英   | 1977年08月01日 - 1979年01月31日 | 航空自衛隊幹部学校付                         | 偵察航空隊副司令                 |
|    | 阿部博男   | 1979年02月01日 - 1980年06月30日 | 航空幕僚監部防衛部防衛課 業務計画班長        | 航空幕僚監部人事教育部人事課長   |
|    | 岡田鄰義   | 1980年07月01日 - 1980年11月16日 | 航空幕僚監部防衛部運用課勤務                 | 第7航空団勤務                    |
|    | 大中康生   | 1980年11月17日 - 1982年08月01日 | 航空幕僚監部防衛部運用課 運用第1班長         | 南西航空混成団司令部勤務         |
|    | 杉山蕃     | 1982年08月02日 - 1984年03月15日 | 航空幕僚監部防衛部運用課 運用第1班長         | 航空幕僚監部防衛部運用課長       |
|    | 宮竹惠哉   | 1984年03月16日 - 1985年06月30日 | 航空幕僚監部防衛部運用課 運用第2班長         | 航空幕僚監部防衛部運用課長       |
|    | 齊藤嘉夫   | 1985年07月01日 - 1986年08月31日 | 航空幕僚監部人事教育部教育課 飛行教育班長    | 航空自衛隊幹部学校勤務           |
|    | 武田清     | 1986年09月01日 - 1988年03月15日 | 航空幕僚監部防衛部防衛課防衛班長             | 航空幕僚監部人事教育部人事課長   |
|    | 大屋利光   | 1988年03月16日 - 1990年07月08日 | 第7航空団勤務                                | 南西航空混成団司令部防衛部長     |
|    | 三輪泰彦   | 1990年07月09日 - 1992年03月15日 | 航空幕僚監部防衛部通信電子課 通信電子第2班長 | 飛行教導隊司令                   |
|    | 渡邊昭     | 1992年03月16日 - 1993年11月30日 | 北部航空方面隊司令部防衛部防衛課長           | 航空幕僚監部監理部総務課広報室長 |
|    | 星野雄三   | 1993年12月01日 - 1995年06月29日 | 航空幕僚監部防衛部防衛課防衛班長             | 航空幕僚監部調査部調査第1課長    |
|    | 渡邊聖夫   | 1995年06月30日 - 1997年11月30日 | 航空幕僚監部防衛部運用課訓練調整官           | 北部航空方面隊司令部防衛部長     |
|    | 岩崎茂     | 1997年12月01日 - 1999年12月09日 | 航空幕僚監部防衛部防衛課防衛班長             | 航空幕僚監部人事教育部補任課長   |
|    | 飯田克幸   | 1999年12月10日 - 2001年03月31日 | 航空幕僚監部防衛部運用課 運用第2班長         | 西部航空方面隊司令部防衛部長     |
|    | 石野次男   | 2001年04月01日 - 2003年07月31日 | 航空幕僚監部防衛部防衛課編成班長             | 中部航空方面隊司令部防衛部長     |
|    | 平本正法   | 2003年08月01日 - 0000年00月00日 | 航空幕僚監部防衛部運用課 部隊訓練班長        |                                  |
|    |            | 0000年00月00日 - 0000年00月00日 |                                              |                                  |
|    | 添田勘荘   | 0000年00月00日 - 2007年03月31日 |                                              | 南西航空混成団司令部監理監察官   |
|    | 田中久一朗 | 2007年04月01日 - 2008年07月31日 | 航空総隊司令部防衛部防衛課研究室長           | 北部航空方面隊司令部監理監察官   |
|    | 井筒俊司   | 2008年08月01日 - 2009年07月20日 | 航空幕僚監部防衛部防衛課防衛班長             | 航空幕僚監部人事教育部補任課長   |
|    | 平塚弘司   | 2009年07月21日 - 2011年04月14日 | 航空幕僚監部防衛部防衛課防衛調整官           | 北部航空方面隊司令部防衛部長     |
|    | 近藤健司   | 2011年04月15日 - 2013年01月31日 | 南西航空混成団司令部防衛部防衛課長           | 航空自衛隊幹部候補生学校教育部長 |
|    | 木村洋     | 2013年02月01日 - 2015年03月05日 | 航空幕僚監部運用支援・情報部 情報課付        | 北部航空方面隊司令部防衛部長     |
|    | 岡田雄志   | 2015年03月06日 -                | 第6航空団基地業務群司令                      |                                  |